# Ashley Peldon
Ashley Peldon (* 2. April 1984 in New York City, New York) ist eine US-amerikanische Schauspielerin und Psychotherapeutin.

## Leben
Peldon begann ihre Schauspielkarriere, ebenso wie ihre ältere Schwester Courtney Peldon, bereits in jungen Jahren. 1989 bis 1991 spielte sie mit in der Seifenoper Springfield Story. Mit 4 Jahren war sie die jüngste Schauspielerin in der Show. Für ihre Mitwirkung in der Serie wurde sie im Alter von 6 Jahren für einen Emmy nominiert, als jüngste Person überhaupt. In den 1990er- und frühen 2000er-Jahren war sie in TV-Serien und Filmen wie Ghost World zu sehen. Seit 2008 ist sie als Off-Sprecherin im Film tätig, unter anderem in Horrorfilmen wie Paranormal Activity, in denen sie für ihre Schreie bekannt wurde.
Sie studierte Psychologie, erwarb 2007 einen Bachelor- und 2011 einen Masterabschluss. Sie praktiziert als Ehe- und Familientherapeutin in Calabasas, Kalifornien. Seit 2010 ist Peldon mit Steve Hurdle verheiratet.

## Filmografie

### Filme
- 1989: The Lemon Sisters
- 1990: Stella
- 1991: Getäuscht (Deceived)
- 1991: Mein böser Freund Fred (Drop Dead Fred)
- 1996: Hexenjagd (The Crucible)
- 1997: Danny, der Kater (Cats Don’t Dance)
- 1998: Can I Play? (Kurzfilm)
- 1998: Das Dschungelbuch: Mowglis Abenteuer (The Jungle Book: Mowgli’s Story, Stimme)
- 1998: Waking Up Horton
- 1998: Coole Typen – Freunde wie diese (With Friends Like These…)
- 2001: Ghost World
- 2004: Skin Walker
- 2007: Night Skies
- 2008: Dimples
- 2008: Float
- 2012: Chronicle – Wozu bist Du fähig? (Chronicle)

### Fernsehen
- 1989–1991: Springfield Story (The Guiding Light, Fernsehserie)
- 1992: Als Baby mißbraucht (Child of Rage, Fernsehfilm)
- 1992: Mein unsichtbarer Freund (Day-O, Fernsehfilm)
- 1993: Shameful Secrets (Fernsehfilm)
- 1993–1995: Die Super-Mamis (The Mommies, Fernsehserie, 29 Folgen)
- 1994: Tod aus dem All (Without Warning, Fernsehfilm)
- 1995: Black Scorpion (Fernsehfilm)
- 1995: Die Schlampe – Karriere um jeden Preis (The Secretary, Fernsehfilm)
- 1996: Jakes Frauen (Jake’s Women, Fernsehfilm)
- 1996–1999: Pretender (The Pretender, Fernsehserie, 10 Folgen)
- 1997: Abenteuerliche Erbschaft (The Westing Game, Fernsehfilm)
- 2001: Die wilden Siebziger (That ’70s Show, Fernsehserie, zwei Folgen)
- 2001: Undressed – Wer mit wem? (Undressed, Fernsehserie, eine Folge)
- 2007: Connected (Fernsehserie, neun Folgen)